# Апостольская префектура Баттамбанга
Апостольская префектура Баттамбанга (лат. Apostolica Praefectura Battambangensis) — административно-территориальная единица Римско-Католической Церкви, находящаяся в Камбодже. В апостольскую префектуру Баттамбанга входят провинции Северо-Западной части Камбоджы Баттамбанг, Поусат, Кампонгчнанг, Кампонгтхом, Сиемреап, Прэахвихеа, Оддармеантьей, Бантеаймеантьей, Пайлин.

## История
Апостольская префектура Баттамбанга была учреждена буллой Qui in Beati Petri Римского папы Павлом VI 26 сентября 1968 года, когда Апостольский викариат Пномпеня, ранее распространявший свою юрисдикцию всю территорию Камбоджы, был разделен на три части.

## Ординарии апостольской префектуры
- священник Поль Теп им Сота (26.09.1968 г. — май 1975 г.) — администратор Апостольской префектуры Баттамбанга;
- 1975 — 2000 гг. — вакансия;
- священник Энрике Фигаредо Альваргонсалес SJ[1](с 1.04.2000 г. — по настоящее время) — администратор Апостольской префектуры Баттамбанга.

## Источник
- Annuario Pontificio, Libreria Editrice Vaticana, Città del Vaticano, 2003, ISBN 88-209-7422-3
- Булла Qui in Beati Petri  (лат.)